# Giuseppe Desiato
Giuseppe Desiato (Napoli, 1935 – Napoli, 28 luglio 2024) è stato un pittore e fotografo italiano.

## Biografia
Giuseppe Desiato nacque nel 1935 a Napoli, città che non lasciò mai se non per brevi periodi, rimanendole sempre intrinsecamente legato.
Negli anni '60 collaborò con la rivista artistica Linea Sud e sempre in quegli anni fece parte del gruppo di Continuum. Fin dagli esordi si distinse per un'attività prevalentemente performativa di carattere profondamente trasgressivo, consistente spesso nel creare, distruggere, sotterrare piccole sculture fatte di veli, fiori, immagini di volti di donne o quant'altro avesse a disposizione.
Tra le performance di maggior rilievo senza dubbio vi fu quella a Basilea nel 1974 dove Desiato coinvolse Charlotte Moorman, la famosa artista legata al movimento Fluxus, spogliandola e ricoprendola di veli, luci e fiori, sotto gli occhi tra l'altro del capostipite dell'azionismo viennese Hermann Nitsch.
La maggior parte delle sue opere storiche furono distrutte, spesso anche da lui stesso disassemblandole per creare nuovi lavori.
Fu poi molto importante la documentazione fotografica delle performance e degli happening talvolta fotografati dall'artista stesso nella sua maniera onirica, ironica e orrorifica allo stesso tempo. 
Nonostante il suo fermo rifiuto del mercato dell'arte e delle sue dinamiche, fin dagli anni '70 numerosi galleristi e critici vicini alla Body Art e all'arte performativa in genere si occuparono di lui.
Vennero inserite sue notizie anche nella "Bibbia" della Body Art Il corpo come linguaggio, scritto da Lea Vergine.
Nel 1984 lo studio Morra di Napoli gli dedicò una mostra personale e varie furono in quel periodo le collaborazioni con l'archivio Francesco Conz che curò anche alcune sue edizioni fotografiche.
In occasione dell'edizione del 2008 di Manifesta 7 a Trento fu dedicata a Giuseppe Desiato una grande retrospettiva accompagnata da un ampio volume antologico sull'artista presentato da Gillo Dorfles.
Morì il 28 luglio 2024 nella sua città natale all'età di 89 anni.